# Waldhouse
Waldhouse (tyska: Waldhausen) är en kommun i departementet Moselle i regionen Grand Est (tidigare regionen Lorraine) i nordöstra Frankrike. Kommunen ligger i kantonen Volmunster som tillhör arrondissementet Sarreguemines. År 2022 hade Waldhouse 350 invånare.

## Befolkningsutveckling
Antalet invånare i kommunen Waldhouse
| Referens: INSEE |